# 재정보수주의
재정보수주의(財政保守主義, Fiscal conservatism)는 재정 정책과 관련하여 재정 책임의 옹호의 정치 철학이다. 재정보수주의자들은 종종 피고려 적자 지출과 전체 정부 지출 및 국가 부채의 감소뿐만 아니라 균형 예산을 중요시한다. 그들은 또한 종량제 지원 또는 장려를 주장한다. 금융 정책을 자유무역, 규제 완화 경제 로직, 감세 정책, 기타 보수적 정책이 재정보수주의로 일치화할 수 있다. 그러나 이 명제가 부정되는 경우도 존재한다.
재정 보수주의는 고전적 자유주의와경제적 자유주의에 대한 동일한 철학적 전망을 따른다. 이 용어는 뉴딜 시대에 기원을 두고있다 1930년대에 현대자유주의자들에 의해 시작된 정책의 결과로 많은 고전적 자유주의자들은 자유주의를 위해 지나가고 있는 것과 동일시되기를 원하지 않기 때문에 보수주의자들이라고 부르기 시작했다.

## 같이 보기
- 조지 산타야나
- 밀턴 프리드먼